# Chloromachia infracta
Chloromachia infracta là một loài bướm đêm trong họ Geometridae.